# 羽島郡笠松町・羽島郡岐南町中学校組合立羽栗中学校
羽島郡笠松町・羽島郡岐南町中学校組合立羽栗中学校（はしまぐんかさまつちょう・はしまぐんぎなんちょうちゅうがっこうくみあいりつ はぐりちゅうがっこう）は、かつて岐阜県羽島郡岐南町にあった公立中学校。

## 概要
羽島郡笠松町と岐南町の中学校組合立の中学校であり、校区は笠松町米野・江川・無動寺・中野・円城寺（旧・下羽栗村）、及び岐南町平島・野中・三宅・若宮地・伏屋（旧・上羽栗村）であり、下羽栗小学校と東小学校の児童が進学した。
跡地は岐南町・笠松町社会教育施設（通称：羽栗グラウンド、羽栗施設）となっており、岐南町、笠松町の両町の町民が使用できたが、2022年（令和4年）に共有していた土地を笠松町が岐南町に売却。これにより岐南町の施設となり、岐南町社会教育施設に改称している。旧・体育館はそのまま施設の体育館として使用されていたが、老朽化もあり、岐南町総合体育館開館後に解体された。2018年現在、施設はグラウンドと公園となっており、公園内には羽栗中学校の跡地を示す記念碑がある。
この羽栗中学校の正式名称は文献により様々であるが、ここでは、跡地である岐南町・笠松町社会教育施設の設置条例（2021年当時）に記述されている「羽島郡笠松町・羽島郡岐南町中学校組合立羽栗中学校」を正式名称として扱うこととする。

## 沿革
- 1947年（昭和22年）4月1日 - 羽島郡上羽栗村、下羽栗村の組合立中学校として、「上羽栗村下羽栗村中学校組合立羽栗中学校」として開校。校区は上羽栗村・下羽栗村。上羽栗村立上羽栗小学校、下羽栗村立下羽栗小学校を仮校舎とする。
- 1950年（昭和25年）4月1日 - 下羽栗村が笠松町に編入される。それに伴い、上羽栗村笠松町中学校組合立羽栗中学校に改称する。
- 1951年（昭和26年）3月30日 - 現在地に新校舎（木造2階建）が完成。
- 1956年（昭和31年）10月1日 - 同年9月26日に上羽栗村と八剣村が合併して新設された岐南村が町制施行、岐南町となる。これに伴い羽島郡笠松町・羽島郡岐南町中学校組合立羽栗中学校に改称する。
- 1962年（昭和37年）2月15日 - 校舎を増築する。
- 1966年（昭和41年）3月8日 - 屋内体育館が完成する。
- 1973年（昭和48年）3月 - 最後の卒業式を行う。
- 1973年（昭和48年）
  - 4月1日 - 岐南町笠松町組合立岐南中学校が岐阜市岐南町組合立厚八中学校から分立し開校。岐南中学校の校長は羽栗中学校の校長を兼務する。
  - 4月4日 - 羽栗中学校の備品を岐南中学校へ搬入する。
  - 4月5日 - 無人化となり、事実上の休校となる。
  - 4月8日 - 岐南中学校の開校式が行われる。羽栗中学校の全生徒は岐南中学校に移る[注釈 3]。
- 1974年（昭和49年）1月31日 - 羽島郡笠松町・羽島郡岐南町中学校組合が解散となり、正式に廃校。
- 1975年（昭和50年）
  - 8月 - 校舎を売却する。
  - 10月1日 - 跡地を岐南町笠松町社会教育施設（野球場・テニスコート・屋内運動場）として整備する[3]。